# Aker
Pour les articles homonymes, voir Aker (homonymie) et Aker (société).
Aker est un dieu de la mythologie égyptienne, symbole de la terre avec Geb et Taténen, et plus particulièrement de la vie du sous-sol. Gardien de l'au-delà, il peut se montrer complaisant mais aussi sans pitié. Primitivement représenté par un morceau de terre avec une tête humaine à chacune des extrémités, il sera représenté par la suite par deux sphinx accolés à têtes d'hommes ou de lions.
Aker, divinité double, personnifie la terre et ses profondeurs, la terre et le monde souterrain des morts. Veillant aussi bien sur les horizons de l’ouest que de l’est (la mort et la renaissance, le sommeil et le réveil), il est donc le gardien redoutable du passage, ouvrant aux défunts les portes d’entrée ou de sortie du monde invisible.
Comme les Égyptiens croyaient que les portes du matin et du soir étaient gardées par Aker, ils plaçaient des statues de lions jumeaux à la porte des palais et des tombeaux contre les mauvais esprits et autres êtres malfaisants. Cette pratique a été adoptée par les Grecs et les Romains car, contrairement à beaucoup d'autres divinités égyptiennes, le culte d’Aker est restée populaire jusqu'à l'époque romaine.
Aker est aussi représenté comme un vieillard courbé en deux tenant entre ses mains le disque solaire. Dans le tombeau de Ramsès VI, le soleil poursuit sa course sur le dos d'Aker. Il est parfois accompagné de serpents qui sont les habitants du domaine de Sokaris.  
Il joue un rôle important, il veille aux portes du monde des morts à l’Ouest et à l’Est, puisqu’il avale le Soleil le soir, et le matin permet sa renaissance. Ce n’est donc pas un simple gardien, mais un symbole de régénération du mort dans l’autre monde qui peut renaître après le cycle nocturne. Aker et Sokaris sont deux dieux analogues puisqu’ils ont des fonctions similaires. C'est un dieu chthonien, représentant l'autre monde d'où s'accomplit le mystère de la résurrection. C'est depuis l'intérieur de la Terre que va renaître le soleil.